# Sokari Douglas Camp
Sokari Douglas Camp CBE (nascida em 1958, na Nigéria ) é uma artista londrina que fez exposições em todo o mundo e recebeu uma bolsa da Fundação Henry Moore . Ela foi homenageada como Comandante da Ordem do Império Britânico (CBE) na lista de honras de aniversário de 2005 . Sokari Douglas Camp foca em questões sociais e a história da diáspora africana nas suas obras.

## Biografia

### infância e educação
Camp nasceu em Buguma, Nigéria, uma cidade em Kalabari, no Delta do Rio Níger . Ainda na infância, se mudou para a Inglaterra. Ela foi criada por seu cunhado, o antropólogo Robin Horton . Estudou arte no California College of Arts and Crafts em Oakland, Califórnia (1979–80), obteve seu bacharelado na Central School of Art and Design (1980–83), Londres, e seu mestrado no Royal College of Art (1983–86).
Ela participou do Workshop Pachipamwe II de 1989 realizado na Missão Cirene fora de Bulawayo, Zimbábue, juntamente com Joram Mariga, Bernard Matemera, Bill Ainslie, Voti Thebe, Adam Madebe e David Koloane .

### Trabalho e carreira
Seu trabalho é predominantemente em aço e toma inspiração em sua herança Kalabari, culturas nigerianas e sua vida no Reino Unido. Ela já trabalhou com o Smithsonian e o Museu Britânico e seu trabalho está em suas coleções permanentes. Suas esculturas são mantidas em outras coleções de museus na Europa, Grã-Bretanha e Japão e em coleções particulares em todo o mundo. Ela expôs internacionalmente em galerias, incluindo na Áustria, Grã-Bretanha, Cuba, França, Alemanha, Holanda, Japão, Sicília, África do Sul, Espanha, Estados Unidos.

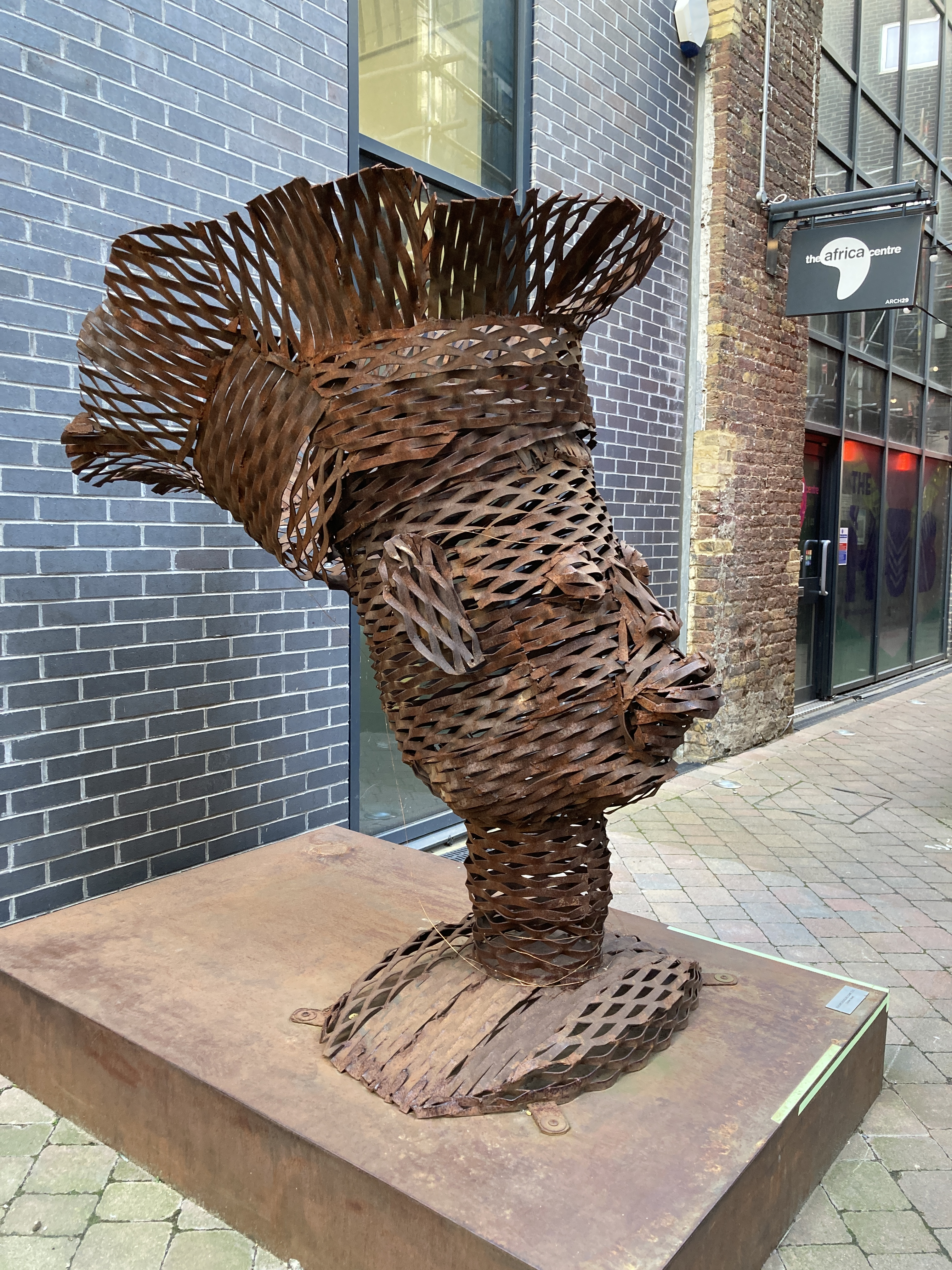
Escultura de Sokari Douglas Camp.

Entre suas exposições individuais notáveis estão Spirits in Steel – The Art of the Kalabari Masquerade no American Museum of Natural History, Nova York (1998–99); e Imagined Steel no The Lowry Arts Centre, Manchester, que visitou a Oriel Mostyn Gallery, Llandudno ; Brewery Art Centre, Cirencester ; e Museu e Galeria de Arte Derby (2002–03). Em 2005, ela colaborou com a Ground Force para criar um trabalho para o Africa Garden no British Museum, como parte do Africa 05 Festival em todo o Reino Unido.
Em 2003, sua proposta NO-O-War No-O-War-R foi selecionada para o quarto pedestal da Trafalgar Square .  Foi homenageada com um CBE em 2005. Recebeu muitas encomendas para esculturas memoriais públicas, principalmente Battle Bus: The Living Memorial to Ken Saro-Wiwa . (2006) Em 2012, sua escultura memorial para comemorar a escravidão, All the World is Now Richer, foi exibida na Câmara dos Comuns .
Sua peça Green Leaf Barrel (2014) foi inspirada pelo fato de que seu lar, o Delta do Níger, estava sofrendo por de falta empregos e uma quantidade significativa de poluição. A figura da mulher representa um deus mulher que está criando a partir de um barril de petróleo dividido em dois. Ao criar esta peça, ela queria se concentrar no positivo, pois sentia que o que é negativo costuma ser tão abundante que ocupam mais da nossa conversa. Seu trabalho foi apresentado na exposição de 2015 No Color Bar: Black British Art in Action 1960–1990 na Guildhall Art Gallery . Em 2016 o seu trabalho Primavera foi apresentado na Galeria de Outubro (7 de abril – 14 de maio de 2016).

### Vida pessoal
Camp é casada com o arquiteto Alan Camp e mora em Londres há muitos anos.

## Prêmios
- 1981: Prêmio Amy Sadur Friedlander
- 1982: Prêmio Saatchi &amp; Saatchi
- 1983: Bolsa Princesa de Gales e bolsa da Fundação Henry Moore
- 2000: Concessão da Commonwealth
- 2005: Comandante da Ordem do Império Britânico (CBE)
- 2006: Membro Honorário da University of the Arts London
- 2008: Governador, Universidade das Artes[7]
- 2017: Honorary Fellowship of SOAS, University of London[8]

## Exposições individuais (pré-1996)
- Sokari Douglas Camp: Alali, Ikon Gallery, Birmingham (1985) [9]
- Ecos do Kalabari: escultura de Sokari Douglas Camp, Museu Nacional de Arte Africana, (The Smithsonian Institution) Washington (1988) [9]
- Sokari Douglas Camp: novo trabalho, Sue Williams Gallery, Londres (1991) [9]
- Play and Display, Museum of Mankind, Londres (1995) [9]

## Exposições coletivas (pré-1996)
- New Horizons, South Bank Centre, Londres (1985) [9]
- Roupas conceituais, Ikon Gallery, Birmingham (1986) [9]
- From Two Worlds, Whitechapel Art Gallery, Londres (1986) [9]
- Influências, South London Art Gallery, Londres (1988) [9]
- Time & Motion, Laing Art Gallery, Newcastle-Upon-Tyne (1989) [9]
- Art for Amnesty: A Contemporary Art Auction, Bonhams, Londres (1991) [9]

## Retratos
Uma fotografia de 2006 de Sokari Douglas Camp por Sal Idriss faz parte da coleção da National Portrait Gallery . Uma terracota de 2009 foi exibida no Yorkshire Sculpture Park em 2013 como parte da série Sculpture Heads - Contributors to British Sculpture .
Quarenta e uma fotografias tiradas por Phil Polglaze na South London Art Gallery em 8 de setembro de 1988 durante a exibição privada da exposição Influences: The Art of Sokari Douglas Camp, Keith Piper, Lubaina Himid, Simone Alexander, Joseph Olubo, Brenda Agard. Várias fotografias são dos artistas com suas obras de arte, incluindo Douglas Camp.